# Atractus matthewi
Espèce
Synonymes
- Atractus nororientalis Sanchez, de Sousa, Esqueda & Markezich 2004

Atractus matthewi est une espèce de serpents de la famille des Dipsadidae.

## Répartition
Cette espèce est endémique de l'État d'Anzoátegui au Venezuela. Elle se rencontre dans le massif de Turimiquire.

## Étymologie
Cette espèce est nommée en référence à Matthew Markezich, le fils d'Allan L. Markezich.

## Publication originale
- Markezich & Barrio-Amorós, 2004 : A new species of Atractus (Serpentes: Colubridae) from northeastern Venezuela. Bulletin of Maryland Herpetological Society, vol. 40, no 3, p. 111–121.